# Syntretus falcoi
Syntretus falcoi är en stekelart som först beskrevs av Papp och Shaw 2000.  Syntretus falcoi ingår i släktet Syntretus och familjen bracksteklar. Inga underarter finns listade i Catalogue of Life.